# Industries Burlington
Pour les articles homonymes, voir Burlington.
Burlington Industries était une compagnie américaine diversifiée manufacturant des produits comme des vêtements ou des meubles. Son siège social se trouvait à Greensboro en Caroline du Nord, à l'ouest d'une autre ville se nommant "Burlington". La société possédait des établissements aux États-Unis, au Mexique, en Inde et à Hong Kong. Elle était surtout connue en France pour ses chaussettes aux motifs jacquard.
Elle fit faillite en décembre 2001 et fut rachetée par le groupe International Textile à la fin de l'année 2003. Le groupe déménagea en octobre 2004 dans de nouveaux locaux situés sur la Friendly Avenue (Greesboro) et possède encore aujourd'hui les filiales Burlington WorldWide Apparel et Burlington House Interior Fabrics. La filiale s'occupant de la fabrication de tapis (Lees Carpet Division) fut cédée a Mohawk Industries .
Ely Reeves Callaway Jr en a été le président.

## Source

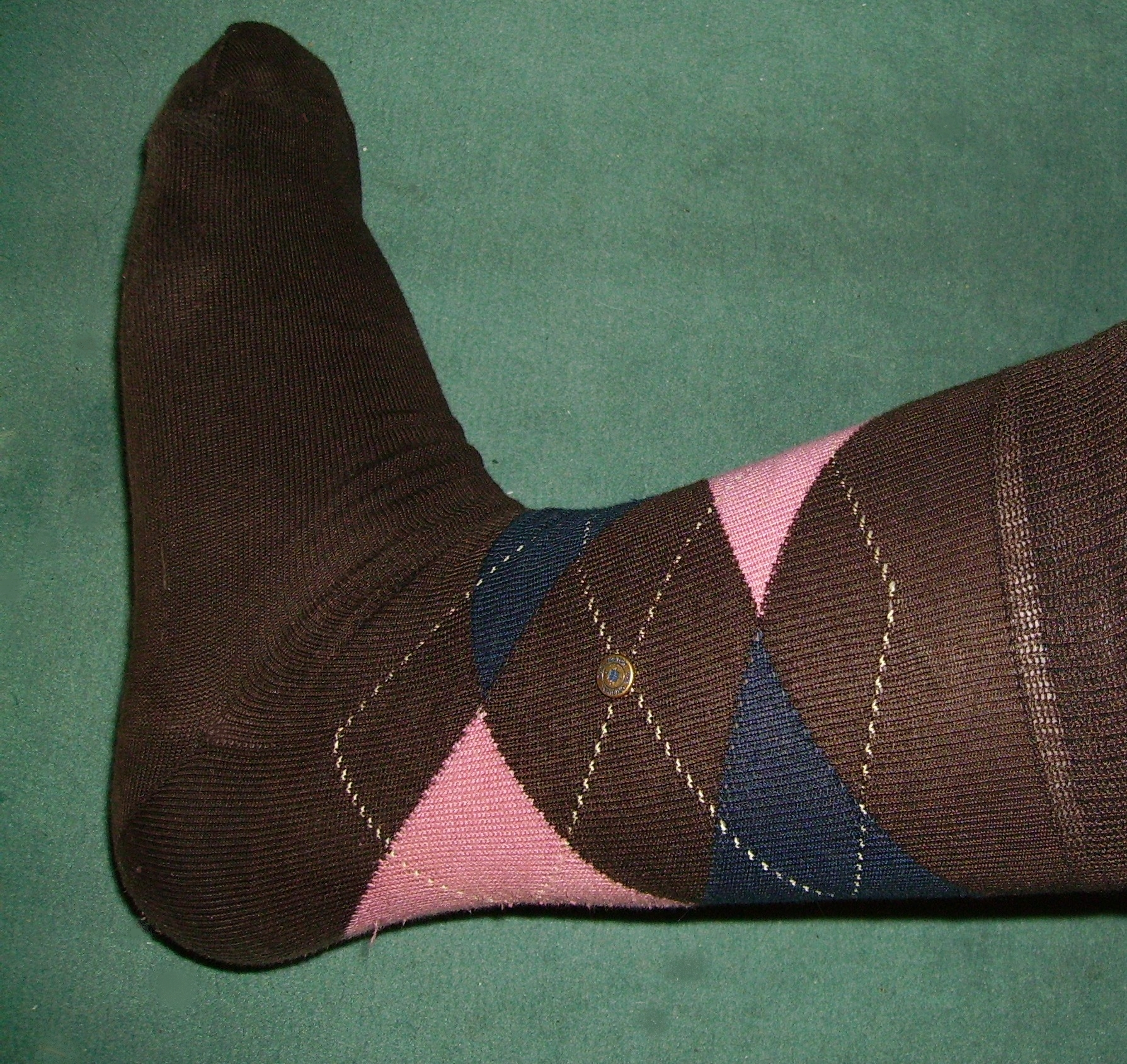
Célèbre article de Burlington : les chaussettes Intarsia, en motif jacquard

- (en) Cet article est partiellement ou en totalité issu de l’article de Wikipédia en anglais intitulé « Burlington Industries » (voir la liste des auteurs).